# Nicola Rigoni
Nicola Rigoni (ur. 12 listopada 1990 w Schio) – włoski piłkarz występujący na pozycji pomocnika. Zawodnik Chievo.

## Kariera piłkarska
Nicola Rigoni jest wychowankiem Vicenzy. W pierwszej drużynie zadebiutował w końcówce sezonu 2006/2007. W 2009 roku podpisał kontrakt z US Palermo, jednak od razu trafił z powrotem do Vicenzy, na zasadzie wypożyczenia. W lecie 2010 powrócił do Palermo.
W styczniu 2007 Rigoni rozegrał dwa mecze w reprezentacji Włoch do lat 17.

## Życie prywatne
Nicola jest młodszym bratem grającego Luki, także piłkarza.